# Hiroyuki Inagaki
Hiroyuki Inagaki (Shizuoka, 24 april 1970) is een voormalig Japans voetballer.